# Potsdam (Schriftart)

Schriftmuster

Zeichenvorrat

Die Schriftart Potsdam wurde 1934 von Robert Golpon für die Schriftgießerei J. D. Trennert & Sohn, Hamburg entwickelt.
Wie auch die Tannenberg zählt die Potsdam zur Familie Gebrochene Grotesk, auch Fraktur-Grotesk oder Schlichte Gotisch genannt. Polemisch wird sie auch als „Schaftstiefelgrotesk“ bezeichnet. Die groteske Form gebrochener Schriften entstand in Deutschland in den 1930er Jahren.
Die Potsdam ist eine Akzidenzschrift und wurde zur Beschriftung von Schildern, z. B. Bahnhofsschildern, Plakaten und Hinweistafeln verwendet.

## Weitere Einzelheiten
Die Schriftgießerei C. E. Weber übernahm die Schrift Potsdam schmalhalbfett unter dem Namen „Staufia“.
Die vier Schnitte der Potsdam blieben die einzigen realisierten Schriften von Robert Golpon.
Heute gibt es diverse Digitalisierungen der Schriftart, oft enthalten sie jedoch keine Ligaturen oder das „Lang-s“.
| Schriftname                      | Erstguss | Entwerfer     | Schriftgießerei                |
| -------------------------------- | -------- | ------------- | ------------------------------ |
| Potsdam                          | 1934     | Robert Golpon | J. D. Trennert & Sohn, Hamburg |
| Potsdam halbfett                 | 1934     | Robert Golpon | J. D. Trennert & Sohn, Hamburg |
| Potsdam fett                     | 1934     | Robert Golpon | J. D. Trennert & Sohn, Hamburg |
| Potsdam schmalhalbfett           | 1934     | Robert Golpon | J. D. Trennert & Sohn, Hamburg |
| Potsdam schmalhalbfett (Staufia) | 1934     | Robert Golpon | C. E. Weber, Stuttgart         |